# إيمي أرنولد
إيمي أرنولد (بالإنجليزية: Amy Arnold)‏ هي كاتِبة بريطانية، ولدت في 6 أكتوبر 1974.